# Gudvangen

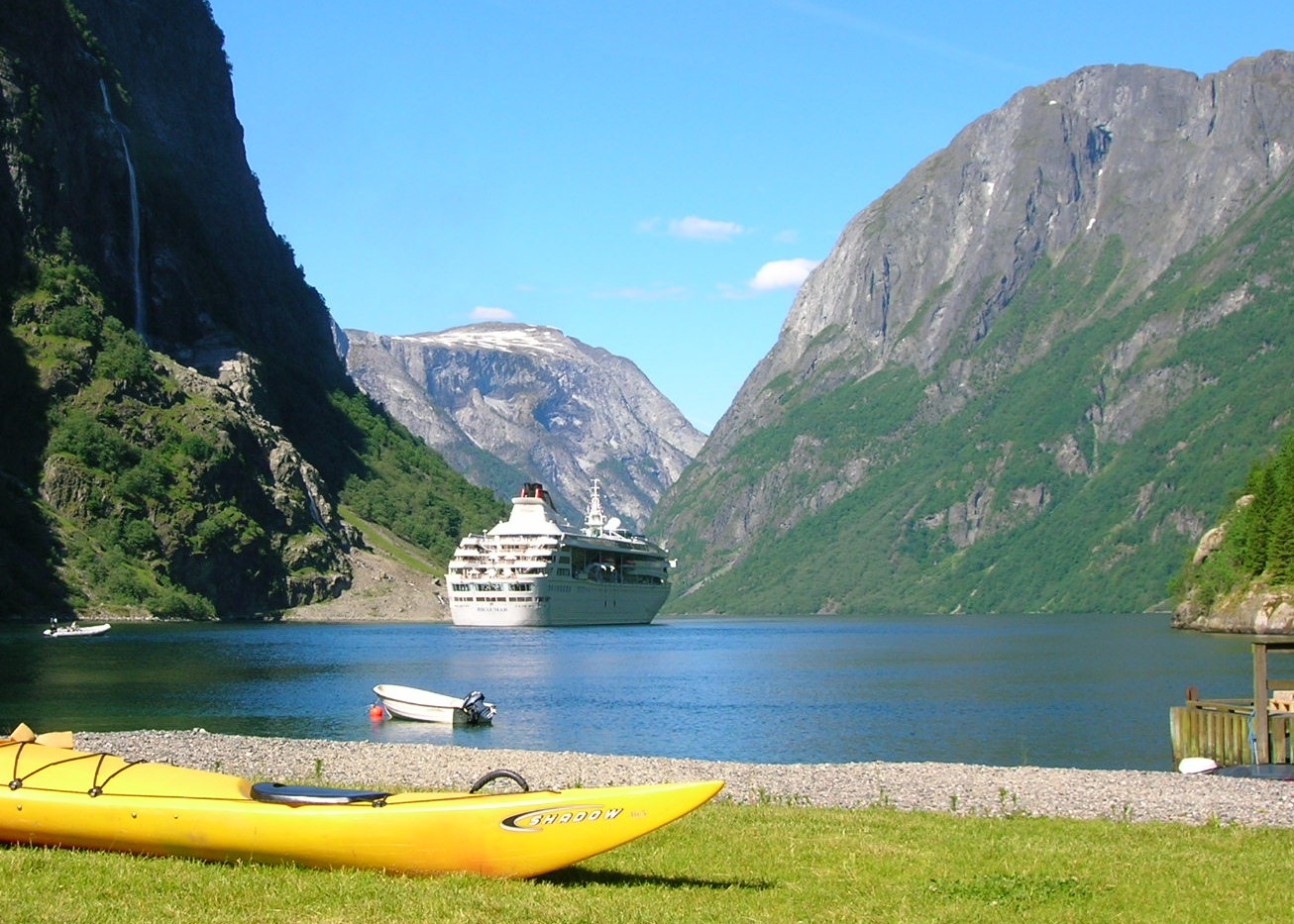
Kreuzfahrtschiff im Nærøyfjord

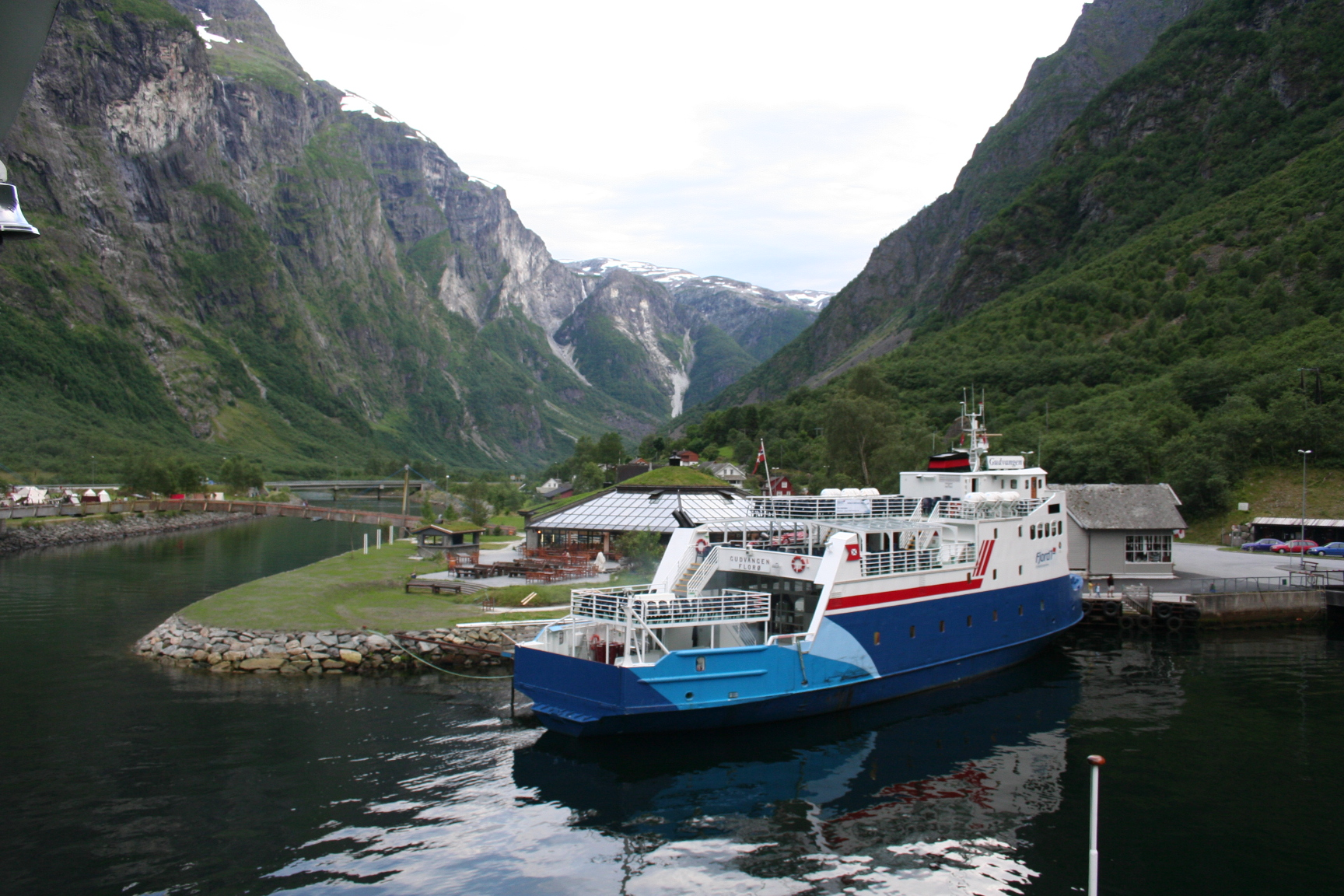
Fährschiff im Hafen von Gudvangen

Gudvangen ist ein kleiner Ort in der Kommune Aurland am südlichen Ende des Nærøyfjords in Norwegen.
Der Ort war über Jahrhunderte durch Landwirtschaft geprägt. Im Jahre 1865 wurde eine Verbindung mit dem Dampfschiff nach Bergen eingerichtet. Damit begann auch der Aufschwung als kleiner Touristenort. Neben den steilen, beinahe senkrechten Felswänden, die den Ort umgeben, war die Fahrt nach Stalheim mit dem Pferdewagen die Attraktion des Ortes. Auch heute lebt der Ort noch vom Tourismus. Regelmäßige Fährverbindungen verbinden Gudvangen mit anderen Orten am Sognefjord. Im Sommer besuchen auch Kreuzfahrtschiffe bei ihrer Fahrt durch den Nærøyfjord den kleinen Ort.

## Sehenswürdigkeiten
- Wasserfall Kjelfossen
- Weltnaturerbe Nærøyfjorden